# Pears Jüdischer Campus

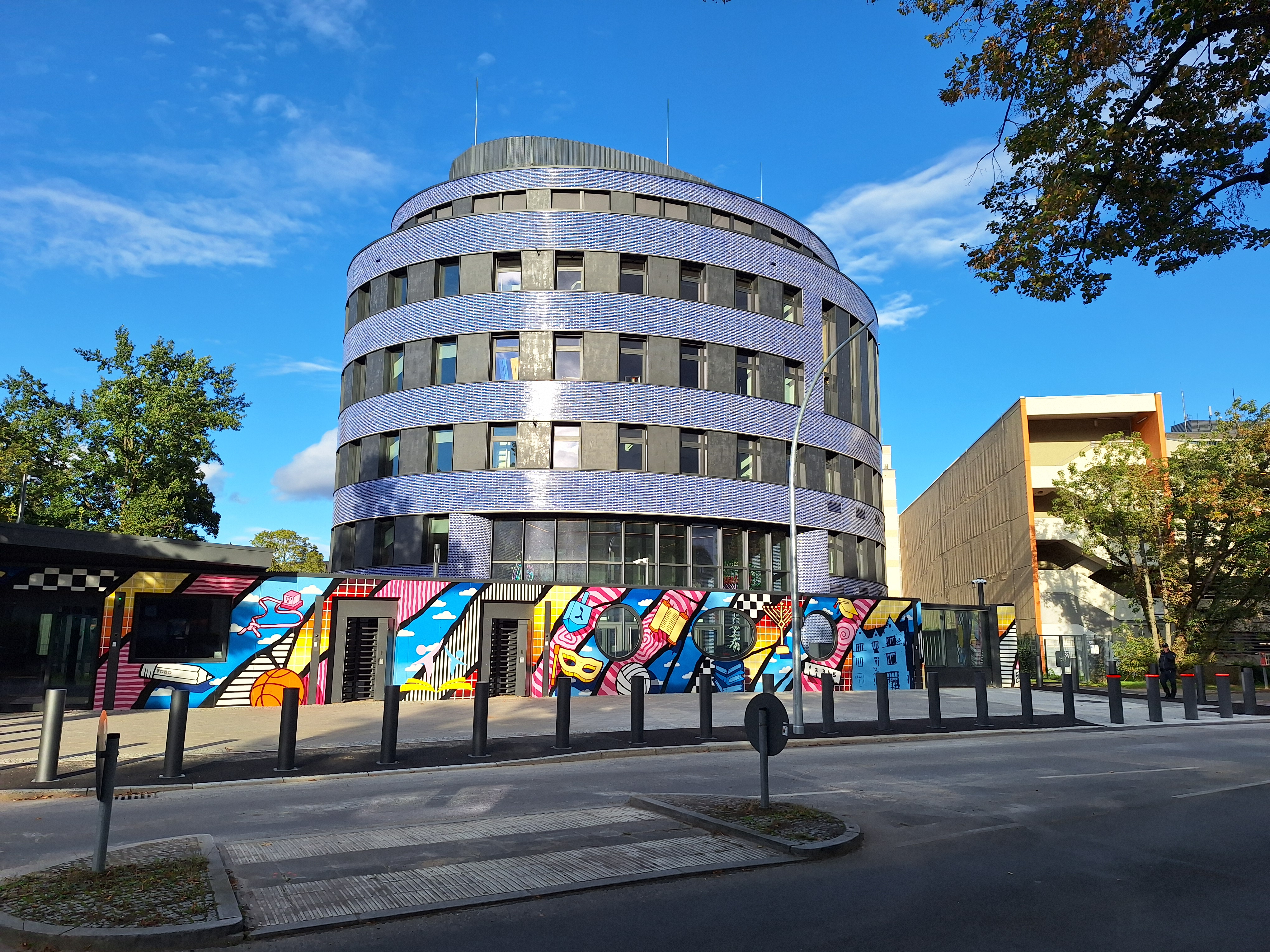
Der Campus in der Westfälischen Straße in Berlin-Wilmersdorf

Der Pears Jüdischer Campus ist eine jüdische Bildungs- und Begegnungsstätte im Berliner Ortsteil Wilmersdorf des Bezirks Charlottenburg-Wilmersdorf. Er befindet sich direkt neben dem Jüdischen Bildungszentrum Chabad Berlin der jüdischen Gemeinde Chabad Lubawitsch, die auch Bauherrin war. Die Eröffnung des Baus fand 2023 statt.

## Geschichte

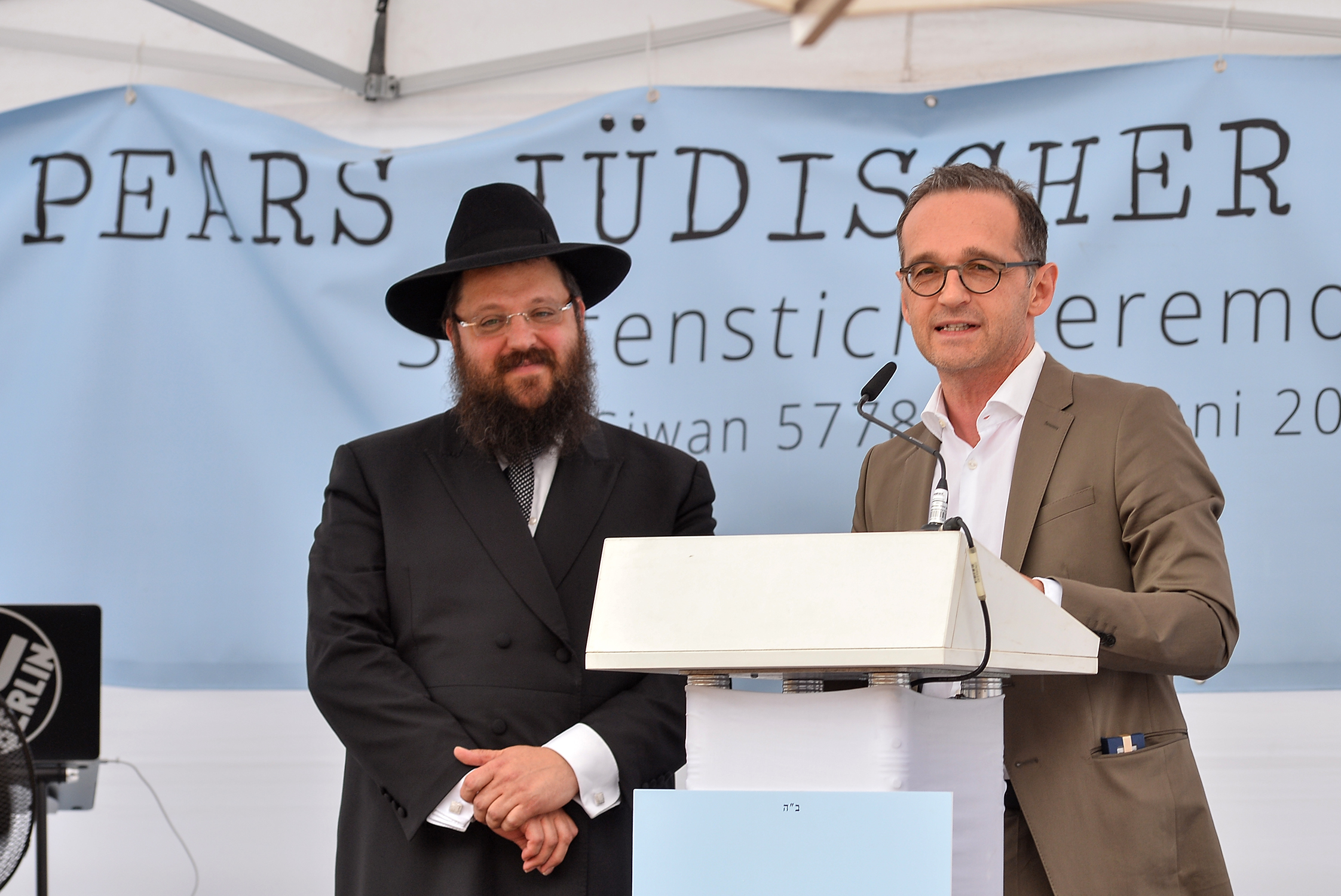
Rabbiner Yehuda Teichtal, Begründer und Vorsitzender der jüdischen Gemeinde Chabad Berlin, mit Heiko Maas beim Spatenstich, 2018

Ideen für einen Campus gab es seit 2013, die Grundsteinlegung war 2018, das Richtfest 2020, die Eröffnung war am 25. Juni 2023. Die Baukosten beliefen sich auf rund 40 Millionen Euro. Benannt ist der Campus nach dem Hauptsponsor, der britischen Pears Foundation (William Pears Group). Auch die öffentliche Hand finanzierte einen großen Teil der Kosten.

## Trägerschaft
Träger ist eine Stiftung, deren Vorsitzender der Rabbiner Yehuda Teichtal ist. Das Kuratorium der Stiftung besteht aus Iris Berben, Kai Diekmann, Mathias Döpfner, Alexander Otto und Josef Schuster (Stand: 2023). Direktorin des Campus ist Bella Zchwiraschwili.

## Architektur
Der Campus ist das bisher größte jüdische Bauprojekt in Deutschland und der erste jüdische Campus in Berlin nach der Shoa. Der Entwurf zu dem siebengeschossigen Bau mit geschwungenem Grundriss, der von oben betrachtet an ein Neugeborenes erinnern soll, und die Fassadenverkleidung aus bläulichem Klinker stammen vom Architekturbüro Tchoban Voss. An den Seitenwänden der über zwei Stockwerke reichenden Eingangshalle hängt die Lichtinstallation Baum des Lebens. Den Eingangsbereich schützt eine vorgelagerte Sicherheitsmauer aus Beton, das bunte Graffiti darauf mit Szenen jüdischen Lebens schuf der Berliner Künstler Tobo. Um das Bauwerk herum entsteht eine begrünte Anlage für Spiel, Sport und Freizeit. Das Areal insgesamt ist durch eine Panzerglaswand von den Nachbargrundstücken getrennt.

## Nutzung
Das inhaltliche Konzept des Campus fußt auf den drei Säulen Bildung, Kultur und Sport. Er beinhaltet auf rund 8000 m² unter anderem eine Kita für 200 Kinder, eine Schule (Grundschule und Gymnasium) für 350 Schüler, eine auch als Veranstaltungssaal nutzbare Sporthalle, ein Kino, eine Bibliothek, einen Musiksaal, ein Kunstatelier, ein Co-Working-Space und ein koscheres Café.